# Райчур (округ)
Райчу́р (канн. ರಾಯಚೂರು ಜಿಲ್ಲೆ; англ. Raichur) — округ в индийском штате Карнатака. Административный центр — город Райчур. Площадь округа — 6827 км². По данным всеиндийской переписи 2001 года население округа составляло 1 669 762 человека. Уровень грамотности взрослого населения составлял 48,8 %, что ниже среднеиндийского уровня (59,5 %). Доля городского населения составляла 25,2 %.